# Хермагор-Прессеггер-Зе
Хермагор-Прессеггер-Зе (нем. Hermagor-Pressegger See, словен. Šmohor) — городская община в Австрии, в федеральной земле Каринтия.
Входит в состав округа Хермагор. Население составляет 7160 человек (на 31 декабря 2005 года). Занимает площадь 204,84 км². Официальный код — 2 03 05.

## Население
| Год  | Численность | Численность |
| ---- | ----------- | ----------- |
| 2016 | 6838        | [ 3 ]       |
| 2018 | 6824        | [ 2 ]       |

## Политическая ситуация
Бургомистр общины — Финценц Раушер (СДПА) по результатам выборов 2003 года.
Совет представителей общины (нем. Gemeinderat) состоит из 27 мест.
- СДПА занимает 14 мест.
- АНП занимает 6 мест.
- АПС занимает 5 мест.
- другие: 2 места.